# Pseudodistoma oriens
Pseudodistoma oriens är en sjöpungsart som beskrevs av Kott 1992. Pseudodistoma oriens ingår i släktet Pseudodistoma och familjen Pseudodistomidae. Inga underarter finns listade i Catalogue of Life.